# Herrania balaensis
Herrania balaensis är en malvaväxtart som beskrevs av Carl Gottlieb Traugott Preuss. Herrania balaensis ingår i släktet Herrania och familjen malvaväxter. Inga underarter finns listade i Catalogue of Life.